# Detlef Kirchhoff
Detlef Kirchhoff, né le 21 mai 1967 à Halberstadt, est un rameur d'aviron allemand.

## Palmarès

### Jeux olympiques
Représentant l'Allemagne de l'Est :
- 1988 à Séoul
  -  Médaille d'argent en deux barré

Représentant l'Allemagne :
- 1992 à Barcelone
  -  Médaille de bronze en huit
- 1996 à Atlanta
  -  Médaille d'argent en huit

### Championnats du monde
- 1990 en Tasmanie
  -  Médaille d'or en quatre barré
- 1993 à Račice
  -  Médaille d'argent en deux sans barreur
- 1995 à Tampere
  -  Médaille d'or en huit
- 1998 à Cologne
  -  Médaille d'or en deux sans barreur